# 菊池薬店
菊池薬店（きくちやくてん）は、青森県弘前市にある薬局・薬店（商号は株式会社菊池薬店）。菊池薬局（きくちやっきょく）の屋号で営業し、同市内に支店も展開している。日本薬局協励会会員。
かつては、医薬品・化粧品の卸売も行っていた。

## 沿革
- 1906年11月 - 創業。
- 1949年4月 - 会社法人「株式会社菊池薬店」設立。
- 1987年1月 - 「卸部門」を分離して、東邦薬品との合弁により資本金2,000万円で「株式会社菊池」設立。
- 1992年6月 - 「株式会社菊池」が東邦薬品と合併し「東邦薬品・弘前支店」となる。
- 1999年4月 - 会社法人設立50周年。
- 2006年11月 - 創業100周年。

## 支店
- ユニバース堅田店（青山2丁目の「ユニバース堅田店」内に所在）
- ケードラッグ101（K-ドラッグ101とも[1]。樋の口2丁目のショッピングモール「ロックタウン弘前樋の口」内に所在）

### かつて存在した支店
- マルエス アップルツー店 （亀甲町の「マルエス主婦の店 アップルツー」内に所在）
- マルエス 桔梗野店 （桔梗野2丁目の「マルエス主婦の店 桔梗野店（現・Uマート 桔梗野店）」内に所在）
- 弘前駅ビルアプリーズ店 （表町の弘前駅ビル「アプリーズ」内に所在）
- 下町店 （新町の「マックスバリュ 下町店（現・スーパーさとちょう下町店）」内に所在）
- 大原店 （大原2丁目の「マルエス主婦の店 大原店」内に所在）

## 備考
- 創業当時から昭和後期ごろまでの本店建物には、外観に20枚以上の金看板がかけられていた（看板は、菊池薬店の名が刻まれたものと、販売している医薬品の広告）。この内、1枚は同社が所蔵し、残り22枚は弘前市に寄贈され、現在は弘前市立博物館倉庫に保管されている。また、現在の本店建物も当時のものと同様のデザインの（同薬店の名が刻まれた）金看板がかけられている。
- 創業当時の本店をモチーフとしたミニチュア模型が下白銀町の追手門広場において、ミニチュア建築物群の一つとして展示されている（かつては、田町3丁目の弘前市城北公園交通広場[2]内に展示されていたものを、2005年11月、ほかのミニチュアとともに移築したもの）。
- 同社の菊池社長は、アップルウェーブ[3]取締役・弘前商工会議所副会頭・弘前下土手町商店街振興組合理事長も務める。